# Pokémon Ultra Sun и Ultra Moon
Pokémon Ultra Sun и Pokémon Ultra Moon — компьютерные ролевые игры, разработанные Game Freak и изданные The Pokémon Company и Nintendo на Nintendo 3DS как часть седьмого поколения серии Pokémon. Они представляют собой улучшенные версии Pokémon Sun и Moon, выпущенных годом ранее. Игры были анонсированы в июне 2017 года и выпущены в том же году. Они стали последними играми про покемонов основной серии, выпущенных на системах семейства Nintendo 3DS.
Как и в предыдущих частях серии, сюжет разворачивается вокруг путешествия молодого тренера покемонов по региону Алола, основанном на Гавайях. В дополнение к контенту Sun и Moon была добавлена альтернативная сюжетная линия и новые функции игрового процесса, персонажи и покемоны.

## Отзывы и продажи
| Сводный рейтинг | Сводный рейтинг                          |
| Агрегатор       | Оценка                                   |
| --------------- | ---------------------------------------- |
| GameRankings    | 84,43 % (Ultra Sun) 82,96 % (Ultra Moon) |

Игры получили в основном положительные отзывы: критики хвалили новые функции, хотя некоторые критиковали их за то, что они появляются лишь к концу игры. На 31 марта 2023 года по всему миру было продано более девяти миллионов копий Ultra Sun и Ultra Moon.